# Dante Reyes
Sigifredo Dante Reyes Moreno, alias el «Cuentero de Muisne» (Muisne, Esmeraldas, 1 de julio de 1947-Quito, Pichincha, 16 de diciembre de 2013) fue un ingeniero agrónomo y estafador ecuatoriano, acusado de un crimen por homicidio. Fue considerado un hombre culto, muy inteligente y seguro de sí mismo, cualidades por las cuales consiguió timar con éxito, en especial a empresarios y personas con gran influencia económica o política. Alcanzó mayor notoriedad por la célebre estafa de la venta de la Torre del Reloj municipal del Malecón Simón Bolívar de Guayaquil, a una pareja europea.

## Biografía

### Primeros años
Dante Reyes nació en Muisne, una isla de la provincia de Esmeraldas, el 1 de julio de 1947. Su madre fue Delfina Moreno y su padre fue un agricultor iletrado que irónicamente le puso el nombre de Dante, porque en la playa encontró la obra literaria de Dante Alighieri, la Divina comedia. Sobre sus fechorías se tuvo conocimiento que las inició a la edad de diecisiete años. Estudió en la escuela San Luis Gonzaga, donde se destacó por tener buena memoria; sin embargo, según él, desde los seis años de edad tuvo el hábito de sustraer pertenencias ajenas, por ello manifestó que probablemente tendía a ser cleptómano. Se graduó de ingeniero agrónomo en la Casona Universitaria Pedro Carbo de la Universidad de Guayaquil.

### Estafas y engaños

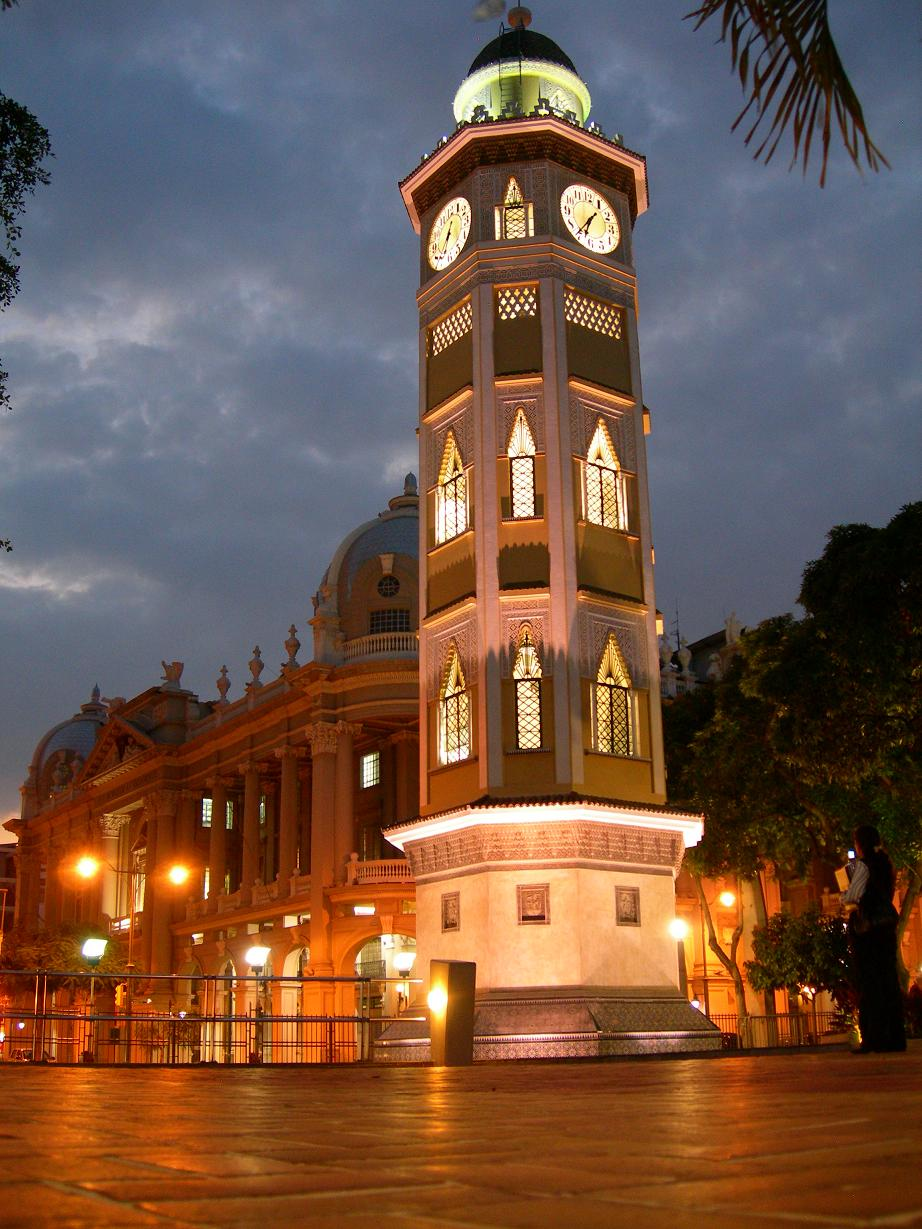
Torre del Reloj que el «Cuentero de Muisne» vendió en 1980.

A la edad de veintidós años se hizo pasar por un empresario venezolano con intenciones de invertir y generar empleo para hospedarse en uno de los mejores hoteles de Esmeraldas. Debido a esto le hicieron un festejo en el Club de Leones, donde se relacionó con gente importante a la cual convenció para que le dieran 12 000 sucres como inversión; sin embargo fue descubierto al poco tiempo y sentenciado por la ley.
En 1967, en el poblado de San Carlos, tomó la falsa identidad de un ingeniero agrónomo llamado César Temístocles Flor Yela, traficó pasta de cocaína y luego contrajo matrimonio con la doctora Lucila Santos, hasta que fue descubierto y encarcelado. Reyes aseguró que cuando ella descubrió quién realmente era él, se volvieron a casar con su verdadera identidad.
Entre 1966 y 1968, se hizo pasar por hijo de José Joaquín Trejos, presidente de Costa Rica, cuando en Ecuador era presidente Otto Arosemena, por lo que llegó a hospedarse en el hotel Colón, hasta que la hija del presidente ecuatoriano lo descubrió.
Un día, cuando huía de la justicia desde Manabí, llegó a Cuenca, donde se hizo pasar por un vasco religioso para convencer al obispo que lo nombrara sacerdote de Santa Isabel. Allí celebró bautizos, misas y matrimonios durante tres meses; luego decidió retirarse antes de ser descubierto y al no ver mucha ganancia con las limosnas.
En uno de sus timos a finales de los setenta, logró la gerencia de una bananera en la provincia de Los Ríos al hacerse pasar por un empresario japonés llamado Dante Makoto Chim Bolo, con una ganancia de 180 000 sucres mensuales. Según Dante, muchos ingenieros ecuatorianos se presentaron para ocupar el cargo, pero la bananera prefirió a un extranjero. Mucho después solicitó un préstamo de 30 millones de sucres al banco y luego de intentar comprar una compañía a su nombre real, fue enviado a prisión.
Una de sus más reconocidas y exitosas estafas fue la de haber vendido en 160 000 sucres la Torre del Reloj municipal del Malecón Simón Bolívar de Guayaquil, a una pareja de suizos, con una escritura falsa y de forma legal, en 1980. También vendió la Plaza de la Rotonda, el Palacio Municipal y una calle peatonal de Urdesa en 360 000 sucres.

### Prisión y fugas
En 1969 fue capturado y fichado en la ciudad de Guayaquil como cuentero y ratero conocido; el total de tiempo que permaneció en prisión fue de veinticuatro años, de los cuales escapó en diecinueve ocasiones. Mientras permaneció preso aprovechó su ingenio para timar a los otros reclusos, a quienes cobró dinero para la utilización de un supuesto túnel por el que podrían escapar de prisión, el cual les dijo que estaba cavando. También puso en alquiler su celda los días de visita, para relaciones conyugales.
Entre sus fugas conocidas está la del 11 de agosto de 1993, cuando logró salir por la puerta principal del ex Penal García Moreno de Quito, disfrazado de sacerdote luego de darle misa a los reos, y fue recapturado el 29 de diciembre. En una ocasión logró escapar vestido de basurero (recolector de desechos) y en otra ocasión de monja, cuando convenció a una religiosa, quien le prestó su hábito, porque le dijo que quería visitar a su madre que estaba enferma; de lo contrario mataría a guardias y policías para darse a la fuga.
El 26 de octubre de 2004 fue capturado en Esmeraldas por el robo de una camioneta y luego escapó.<!R51> Finalmente, el 6 de abril de 2005, fue apresado en Santo Domingo de los Colorados y acusado del robo de un vehículo a César Segovia, y de la muerte del mismo, que fue encontrado en una quebrada de Esmeraldas, por lo que fue condenado a 25 años de prisión en el ex Penal García Moreno de Quito, donde pasó los últimos años de su vida. Dante siempre sostuvo su inocencia ante la acusación de homicidio, pues, según él, su única arma eran las palabras (o «quiquirimiau», como le solía llamar) para estafar sin alguna vez hacer daño físico. Durante su condena aseguró tener diez años más que su verdadera edad para que le rebajaran la pena; incluso en una entrevista aseguró haber nacido en 1939.

### Vida privada
Cuando cumplía su última condena desde 2005, conoció a la que sería su última esposa, quien iba de visita a un hermano preso.
Dante dio a conocer desde los años 1990 a los medios de comunicación que estuvo en la realización de un libro que recogía todas sus memorias, titulado Yo Dante, lo vivido, supuestamente disputado por editoriales extranjeras y que sería una editorial mexicana interesada la que lo editaría, y aseguró en 2005 que realizó el último capítulo de su libro. Sin embargo, se creyó que fue otra de sus mentiras, debido a que nunca se supo de la existencia de dicho libro ni de la veracidad de lo que afirmó.

### Fallecimiento
El 16 de diciembre de 2013 murió de complicaciones cardíacas en el hospital de especialidades Eugenio Espejo, de la ciudad de Quito, tras permanecer hospitalizado por más de un mes. Dos días después sus familiares y amigos acudieron a retirar sus restos y fue enterrado en Esmeraldas al día siguiente. De acuerdo con el acta de defunción, Reyes falleció a los sesenta y seis años de edad, y no a los setenta y cinco, como se creyó.

## El origen del alias «Cuentero»
Tradicionalmente, en algunas partes del mundo y en ciertos lugares de Ecuador, se denomina cuentero a quien domina el arte oral de contar cuentos de géneros imaginarios, con el fin de mantener viva la tradición oral de una cultura. Pero este término, para los ecuatorianos, también es asociado a alguien que por medio de mentiras engaña a otros con el fin de la estafa y para ello luce con un aspecto agradable y es carismático. Este último concepto está asociado a Dante Reyes, y a ello debe su alias de «Cuentero de Muisne».